# Piletocera luteosignata
Piletocera luteosignata là một loài bướm đêm trong họ Crambidae.